# Discipline (groupe néerlandais)
Pour les articles homonymes, voir Discipline.
Discipline est un groupe néerlandais de punk hardcore, originaire d'Eindhoven.

## Histoire
Le groupe existe est formé aux environs de l'année 1991,. Il existait auparavant dans une autre composition et faisait de la musique sous un autre nom, mais ce n'est qu'en 1995 qu'ils enregistrent leur première bande démo de cinq titres. En 2005, ils sont invités en tant que groupe de soutien de Böhse Onkelz sur l'EuroSpeedway Lausitz, lorsque ces derniers ont donné leur concert d'adieu Vaya con Tioz.
Après l'arrestation en juillet 2010 du chanteur Joost de Graaf, soupçonné d'avoir assassiné sa femme, le groupe annule tous ses concerts cette année-là,. Entre-temps, de Graaf, qui était toxicomane au moment du meurtre, est condamné à 13 ans de prison. Selon ce jugement, il aurait tué sa compagne à coups de marteau lors d'une dispute et aurait ensuite fait une tentative de suicide, provoquant une importante explosion de gaz à laquelle il a survécu.
Depuis 2012, ils repartent en tournée avec leur nouveau chanteur Merijn Verhees. En 2016, ils sortent leur album Stake Your Claim, qui attire l'intérêt de la presse spécialisée,.

## Discographie
- 1996 : Stompin' Crew (EP, Lost and Found Records)
- 1996 : Guilty as Charged
- 1998 : Bulldog Style
- 1999 : Skinhead and Proud (compilation)
- 1999 : Nice Boys Finish Last
- 2000 : Love thy Neighbor
- 2000 : Hooligans Heaven (EP)
- 2002 : Saints and Sinners
- 2002 : Everywhere We Go (best of)
- 2002 : Working Class Heroes (split live avec Agnostic Front)
- 2003 : Rejects of Society (best of)
- 2004 : 100 % Thug Rock (split avec Argy Bargy)
- 2005 : Downfall of the Working Man
- 2008 : Old Pride, New Glory
- 2009 : Anthology (best of)
- 2016 : Stake Your Claim